# Calle del Sol (Santander)

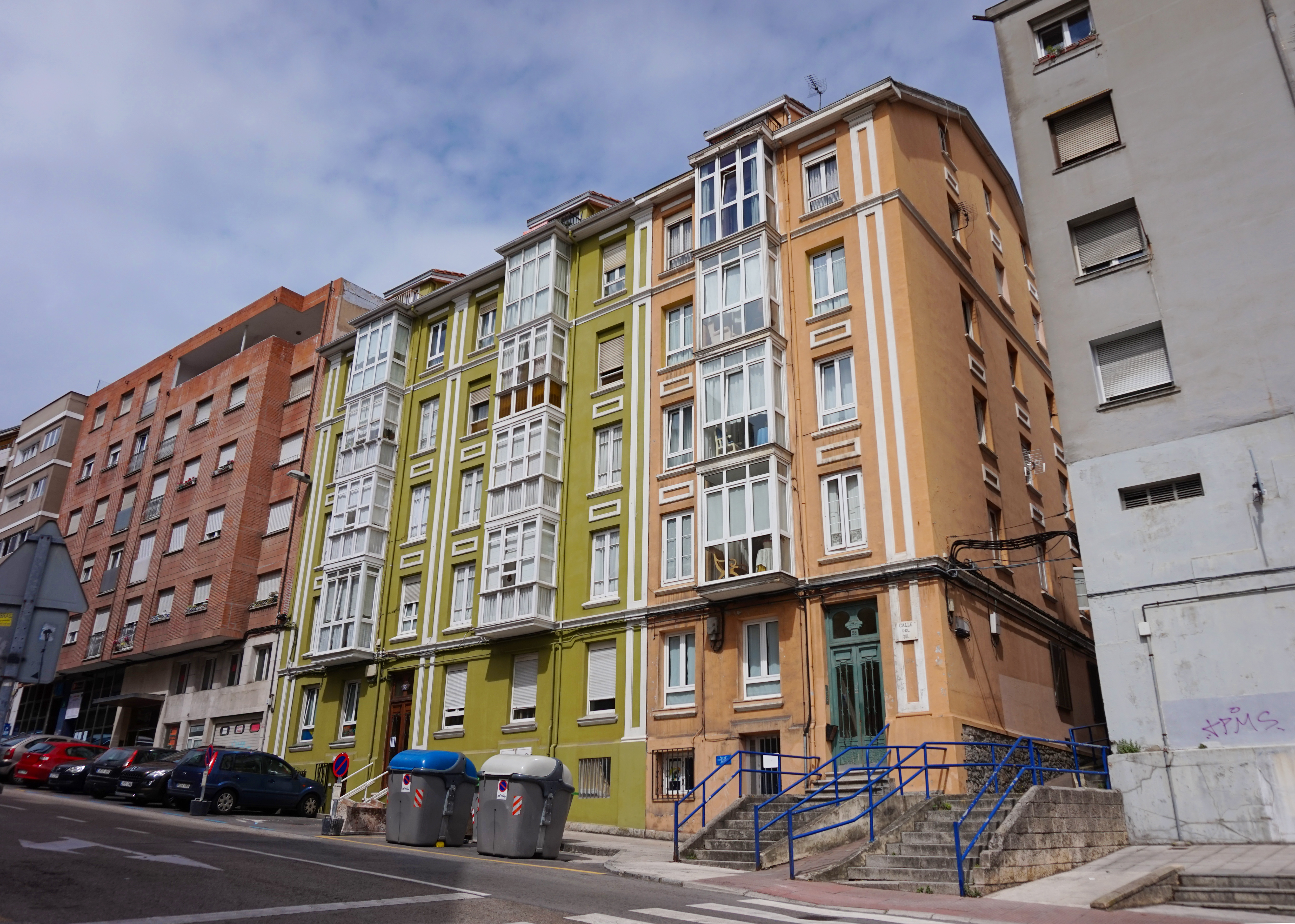
Casas con miradores en la calle del Sol de Santander.

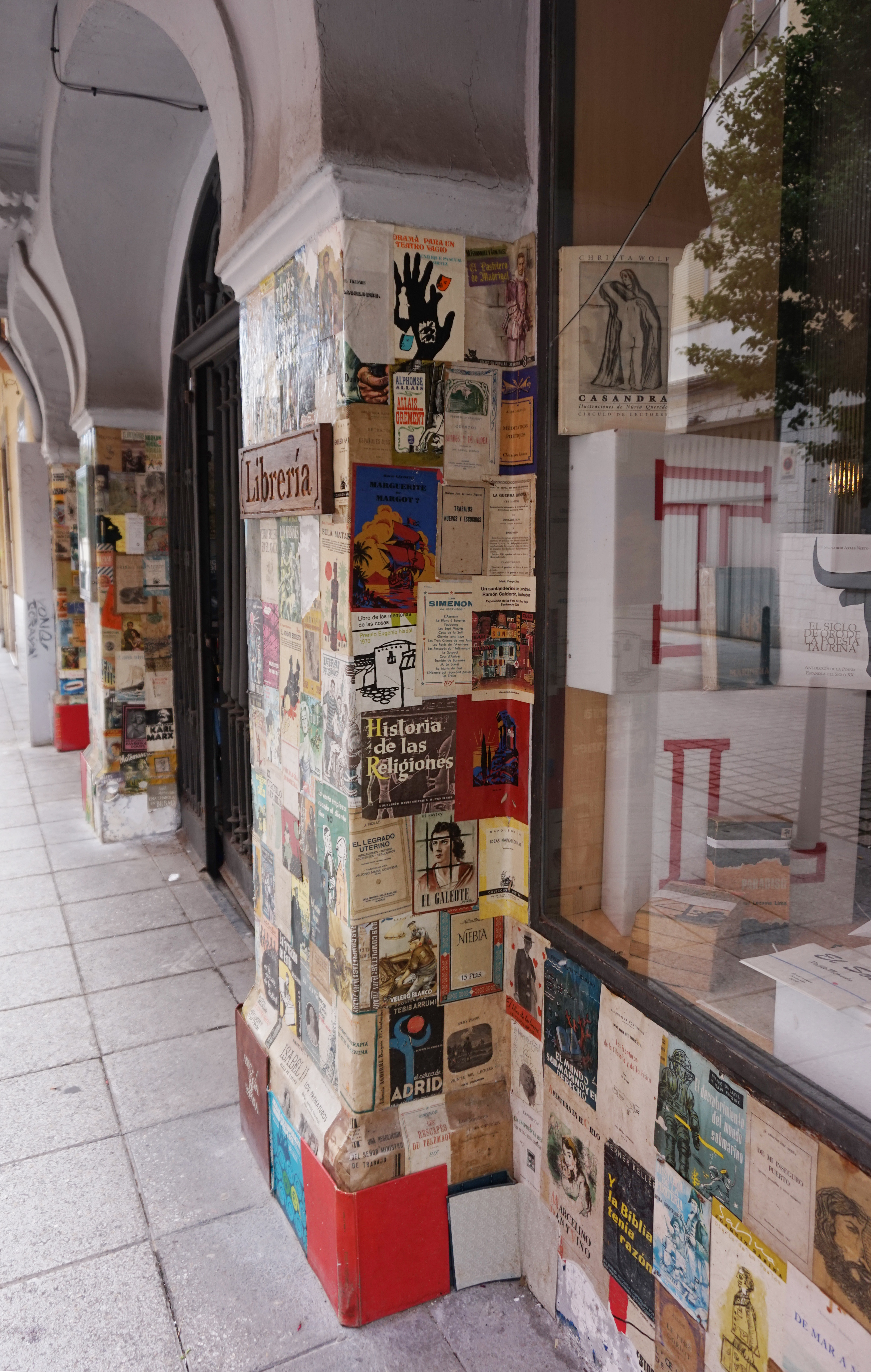
Librería en la calle del Sol.

La calle del Sol o calle del Carmen se encuentra en la ciudad de Santander, en Cantabria (España). La calle es conocida por su vida cultural, que incluye varias galerías de arte, librerías, tiendas alternativas y también distintos establecimientos de restauración y ocio. Es, además, una de las calles con más vida nocturna de la ciudad, ubicándose en ella numerosos pubs y salas.
La calle cuenta con una asociación cultural denominada Sol Cultural que organiza diferentes eventos en la calle como conciertos, fiestas, exposiciones, mercados al aire libre o comidas populares.

## Calle del Sol o del Carmen
A pesar de que el nombre oficial es calle del Sol, esta también es conocida como calle del Carmen, por situarse en ella la iglesia del Carmen y Santa Teresa. De hecho durante muchos años la placa indicativa del nombre de la calle se refería a ella de esta segunda manera. Después se colocó la placa con el nombre original de calle del Sol (coexistiendo ambas) y finalmente se dejó solo lo placa con el tradicional nombre de calle del Sol.